# North Shore United AFC
North Shore United AFC is een Nieuw-Zeelandse voetbalclub uit Auckland. De club is opgericht in 1886 als North Shore. De club ging samen met Belmont FC in 1933 en nam de huidige naam aan. De thuiswedstrijden worden gespeeld in het Allen Hill Stadium gespeeld. De clubkleuren zijn geel-blauw.

## Gewonnen prijzen
- National Soccer League
  - Winnaar (2): 1977, 1984
  - Runner up (3): 1975, 1982, 1983
- Chatham Cup
  - Winnaar (6): 1952, 1960, 1963, 1967, 1979, 1986
  - Runner up (6): 1926, 1959, 1961, 1973, 1985, 1995